# Helena (Schiff, 1939)
Die Helena (CL-50) war ein amerikanischer Leichter Kreuzer der St. Louis-Klasse (geänderte Bewaffnung gegenüber der Brooklyn-Klasse). Er wurde beim Angriff auf Pearl Harbor beschädigt, war dann im Pazifikkrieg aktiv und wurde in der Schlacht im Kula-Golf versenkt.

## Geschichte

### Bau und Indienststellung
Die Helena war das zweite Schiff, das nach der Stadt Helena in Montana benannt war. Der Kreuzer wurde am 8. Dezember 1936 beim New York Navy Yard auf Kiel gelegt. Der Stapellauf fand am 27. August 1939 statt, und am 18. September 1939 wurde sie unter dem Kommando von Captain Max B. Demott in Dienst gestellt.

### Kriegsbeginn
Sie wurde der Pazifikflotte zugeteilt und war am 7. Dezember 1941 in Pearl Harbor, als die Japaner angriffen. Da sie an einem Platz längsseits des 1010-Docks der Pearl Harbor Naval Shipyard lag, der normalerweise für das Schlachtschiff Pennsylvania vorgesehen war, das ein wichtiges Ziel der japanischen Flugzeuge darstellte, war sie während des Überfalls schweren Luftangriffen ausgesetzt.
Innerhalb von drei Minuten, nachdem die erste Bombe auf Ford Island gefallen war, warf ein einzelnes Torpedoflugzeug einen Torpedo ab, der unter der Oglala, einem neben ihr liegenden Minensuchboot, durchlief und die Helena auf der Steuerbordseite mittschiffs traf, während die Besatzung zu ihren Stationen rannte. Ein Maschinenraum und ein Kesselraum liefen voll Wasser. Die elektrischen Leitungen zu den Hauptgeschützen und den 127-mm-Geschützen wurden beschädigt. Die Besatzung konnte aber die vorderen Dieselgeneratoren innerhalb von zwei Minuten in Betrieb nehmen und alle Geschütze wieder mit Strom versorgen. Durch das sofortige Schließen der Schotten konnte das Sinken des Schiffes verhindert werden.
Nach einer vorläufigen Überholung in Pearl Harbor lief die Helena zur Mare Island Navy Yard, um vollständig repariert zu werden. 1942 war sie wieder im Dienst und begleitete eine Abteilung von Seabees und einen Flugzeugträger, der Flugzeuge in den Südpazifik brachte. Sie machte zwei schnelle Fahrten von Espiritu Santo nach Guadalcanal, wo gerade die lange Schlacht um Guadalcanal begann, und wurde danach der Task Force um die Wasp zugeteilt.

### Guadalcanal
Diese Task Force deckte sechs Transporter, die Truppen nach Guadalcanal brachten. Am 15. September wurde die Wasp von drei Torpedos des japanischen U-Boots I-19 getroffen und versenkt. Die Helena konnte ungefähr 400 Mann der Besatzung retten und nach Espiritu Santo bringen.
Der nächste Einsatz war in der Nähe der Insel Rennell, um wiederum einen Transport nach Guadalcanal zu decken. Die Luftangriffe vom Henderson Flugfeld hatten den Tokyo Express um einige Tage verzögert, was die Japaner dazu nötigte, am 11. Oktober alles gegen das Flugfeld zu werfen, um die Luftangriffe zu unterbinden und in der Nacht Truppennachschub nach Guadalcanal zu bringen. Die japanische Flotte war um 18:10 Uhr weniger als 150 km von Savo Island entfernt. Die Helena, die mit einem guten Radar ausgerüstet war, entdeckte die Flotte und eröffnete das Feuer um 23:46 Uhr. In der folgenden Schlacht von Cape Esperance konnte die Helena den Schweren Kreuzer Furutaka und den Zerstörer Fubuki versenken.
Am 20. Oktober wurde die Helena, als sie zwischen Espiritu Santo und San Cristobal patrouillierte, angegriffen. Mehrere Torpedos explodierten in ihrer Nähe, sie wurde aber nicht getroffen.
Die Helena begleitete am 11. September einen Nachschubtransport von Espiritu Santo nach Guadalcanal und brachte ihn sicher dorthin. Am Nachmittag des 12. November meldete ein Küstenbeobachter „feindliche Flugzeuge im Anflug“. Sofort wurde das Entladen unterbrochen, und die Schiffe brachten sich in eine Abwehrformation. Die erste Angriffswelle konnte erfolgreich abgewehrt werden, aber durch die zweite wurden zwei Schiffe beschädigt. Die Helena wurde dabei nicht beschädigt, und von der Task Group konnten acht japanische Flugzeuge in dem nur acht Minuten dauernden Gefecht abgeschossen werden.
Als das Entladen fortgesetzt wurde, kamen Meldungen, dass japanische Streitkräfte gesichtet wurden. Die Helena, die weiterhin mit der Nachschubgruppe von Konteradmiral Daniel Callaghan fuhr, führte diese weg von Guadalcanal und lief dann zurück. In der Nacht des 13. November entdeckte sie mit ihrem Radar die Japaner. In der folgenden Seeschlacht von Guadalcanal erlitt sie nur geringe Schäden.
Im Januar 1943 beschoss sie japanische Stellungen auf New Georgia bei Munda Point und Vila. Danach patrouillierte sie vor Guadalcanal, und eines ihrer Flugzeuge war an der Versenkung des japanischen U-Boots RO-102 am 11. Februar beteiligt.

### Untergang

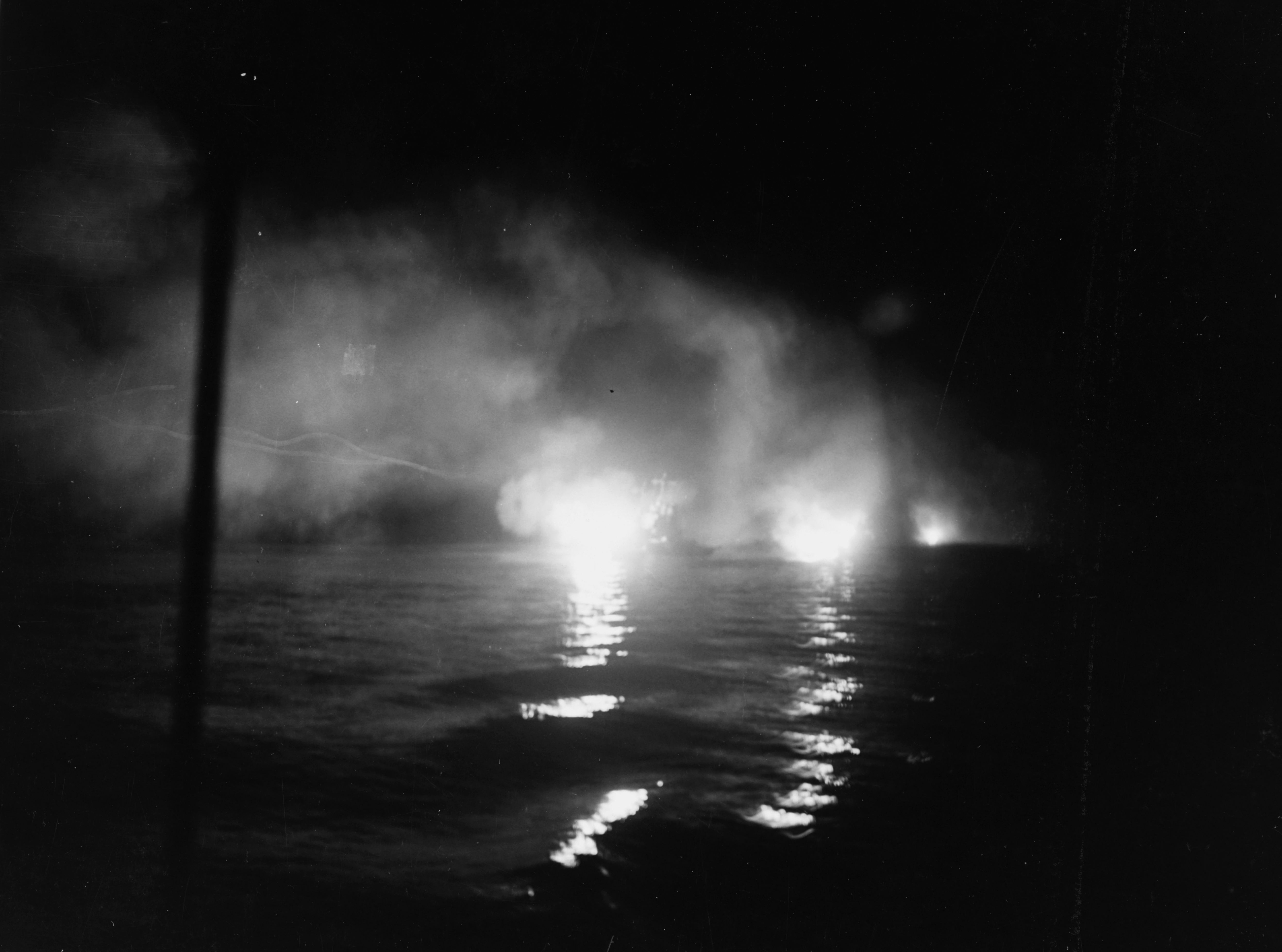
Die Helena in der Schlacht im Kula-Golf

Nach einer Überholung im australischen Sydney lief sie nach New Georgia, um sich am vorbereitenden Beschuss zur Invasion zu beteiligen. Am Abend des 4. Juli begleitete sie die ersten Landungstruppen in den Kula-Golf. Als die Truppen an Land gebracht waren, kam die Meldung, dass ein weiterer Tokyo Express unterwegs sei. Um Mitternacht traf die Task Group der Helena auf zehn japanische Zerstörer. In der folgenden Schlacht im Kula-Golf wurde die Helena, die sich durch ihr Artilleriefeuer selbst beleuchtete und dadurch für die Japaner leicht als Ziel erkennbar war, von drei Torpedos getroffen. Sie begann auseinanderzubrechen, wobei der Bug über Wasser blieb und der Rest des Schiffes schnell versank. Eine halbe Stunde später kamen zwei Zerstörer, um die Überlebenden aufzunehmen.
Bei Tagesanbruch mussten die Zerstörer Nicholas und Radford ihre Rettungsoperation abbrechen, da die Japaner wieder in Reichweite waren. In der Erwartung eines Luftangriffs liefen sie nach Tulagi, um alle bis auf 275 Überlebende dorthin zu bringen. Sie ließen vier Boote zurück, mit denen Kapitän C. P. Cecil, der Kommandant der Helena, 88 Mann zu einer kleinen Insel in der Nähe von Rice Anchorage bringen konnte. Diese Gruppe wurde am nächsten Morgen von der Woodworth und Gwin gerettet.
Die restlichen fast 200 Mann nutzen zunächst den Bug der Helena als Rettungsboot, der jedoch langsam sank. Ein Flugzeug vom Typ B-24 Liberator warf gerade noch rechtzeitig Rettungswesten und Rettungsflöße ab, mit denen sich die Mannschaft auf die Insel Vella Lavella retten konnte. Dort wurden sie von Küstenbeobachtern und Einheimischen versorgt, die ihre Ankunft auch über Funk nach Guadalcanal meldeten. Nachdem sich die Schiffbrüchigen zunächst im Dschungel vor den japanischen Patrouillen versteckten, konnten sie am 16. Juli von den Zerstörern Nicholas, Radford, Jenkins und O’Bannon aufgenommen werden.
Beim Untergang der Helena fanden 168 Mitglieder ihrer Besatzung den Tod.
Die Helena war das erste Schiff, das die Navy Unit Commendation erhielt. Für ihre Dienste im Pazifikkrieg erhielt sie sieben Battle Stars.
Das Wrack wurde am 24. März 2018 vom Forschungsschiff Petrel im New Georgia Sound auf einer Tiefe von 869 Metern entdeckt.